# Friedrich Aumayr
Friedrich Aumayr (* 16. August 1959 in Linz) ist ein österreichischer Physiker und Universitätsprofessor an der Technischen Universität Wien.

## Leben
Friedrich Aumayr studierte an der Universität Linz und an der Technischen Universität Wien. Er promovierte 1985 an der Technischen Universität Wien „sub auspiciis Praesidentis rei publicae“ zum Doktor der technischen Wissenschaften. Forschungsaufenthalte führten ihn u. a. an das Institut für Plasmaphysik des Forschungszentrums Jülich, ans Lawrence Livermore National Laboratory in Kalifornien oder mit einem Erwin Schrödinger Stipendium des FWF an die Princeton University in New Jersey. 1991 habilitierte er sich für Experimentalphysik und leitet seitdem eine Arbeitsgruppe am Institut für Allgemeine Physik der TU Wien (seit Oktober 2009: Institut für Angewandte Physik), die sich mit Grundlagenforschung in den Bereichen Atomphysik, Oberflächenphysik und Plasmaphysik beschäftigt. 1997 erfolgte seine Ernennung zum außerordentlichen Universitätsprofessor für Experimentalphysik und 2006 seine Bestellung zum stellvertretenden Vorstand des Instituts für Angewandte Physik der Technischen Universität Wien. 2008 wurde ihm der Berufstitel Universitätsprofessor verliehen. Mit Jänner 2013 wurde Friedrich Aumayr zum Direktor des österreichischen Fusionsforschungsprogramms (Kernfusion) ernannt (Head of Research Unit der Assoziation EURATOM-ÖAW; 2014 umbenannt in Fusion@ÖAW). 2015 erfolgte seine Berufung zum Universitätsprofessor für Ionen- und Plasmaphysik an der TU Wien. Seit Jänner 2016 leitet er das Institut für Angewandte Physik der TU Wien als Institutsvorstand.
Aumayr ist verheiratet und hat drei Kinder.

## Auszeichnungen (Auswahl)
- 1985 Promotion „sub auspiciis Praesidentis rei publicae“
- 1988 Erwin Schrödinger Stipendium des FWF
- 1996 Röntgen-Preis der Justus-Liebig-Universität in Gießen

## Veröffentlichungen
Aumayr publizierte bisher mehr als 250 Beiträge in internationalen referierten Fachzeitschriften.